# Lala Şâhin Pacha
Lala Şahin Paşa né vers 1330 et mort vers 1388, est un chef de guerre ottoman qui fut le premier beylerbey de Roumélie.

## Biographie
Il fut précepteur (lala) du sultan Mourad Ier. Après la chute de Gallipoli en 1354, Lala Şahin s'engagea dans la conquête militaire de la Thrace. En 1360, il commanda les troupes qui prirent Didymotique[réf. nécessaire].
Lala Şahin Paşa conquit ensuite Beroe (aujourd'hui Stara Zagora en Bulgarie) et Plovdiv (1364)[réf. nécessaire]. Il prit peut-être part comme commandant en chef des troupes de Roumélie à la bataille de la Maritsa près de Černomen en 1371 et prit Sofia en 1382. En revanche, il dut s'incliner devant les armées bosnienne lors de la bataille de Bileća en 1388, ce qui ralentit la progression des Ottomans en Bosnie.
La description de Sofia et de ses environs laissée par Lala Şahin Paşa constitue une importante source historique. Sa tombe (ou celle de son fils Şehabettin Paşa) se trouve dans la cour de la mosquée Şahabettin İmaret de Plovdiv.
La ville de Lalapaşa en Thrace orientale (Turquie) porte son nom.